# Mark Dacascos
Mark Alan Dacascos (Honolulu, 26 febbraio 1964) è un attore, artista marziale e stuntman statunitense.

## Biografia

### Infanzia
Suo padre, Al Dacascos, è un famoso maestro di arti marziali e creatore dello stile Wun Hop Kuen Do (che unisce stili cinesi e filippini): diviene il primo insegnante del figlio quando questi compie 6 anni, così come lo era stato di Moriko McVey, madre di Mark. Lo stile del padre è una derivazione del Kajukenbo (il cui nome deriva dalle iniziali degli stili che raggruppa: karate, Jūdō, kenpō, boxe), ed è stato sviluppato nelle isole Hawaii.
Quando il padre di Mark si risposa con Malia Bernal, più volte campionessa femminile statunitense di arti marziali (armi, combattimento e forme), quest'ultima diviene la seconda maestra di Mark. Malia è stata anche la prima donna ad apparire sulla copertina dell'illustre rivista statunitense Black Belt, dedicata al mondo delle arti marziali.
Nel 1973, all'età di 9 anni, Mark vince il suo primo torneo internazionale, il Long Beach Internationals.

### Adolescenza
Nel 1981, all'età di 17 anni, si trasferisce a Taipei, in Taiwan, per studiare con il suo terzo maestro, Shen Muo-Hui, esperto di Chin-Na e di Shuai Jiao (versione cinese della lotta).
Studia anche alcuni stili del kung-fu Shaolin dal maestro Jiang Hao-Quane il Karate.
Inoltre studia capoeira con Amen Santo, il quale recita con Mark nel film Solo la forza (Only the Strong, 1993).

### La notorietà
Mark ottiene la copertina e uno speciale su di lui su Men's Fitness del novembre 1998, e appare sulla copertina della rivista specialistica Inside Kung Fu nel gennaio 1999.
Nel 1985, come racconta lo stesso Mark, mentre gira con la fidanzata per Chinatown, a San Francisco, viene fermato da due agenti cinematografici che gli chiedono se sia un attore. Alla risposta negativa gli propongono un provino, e così lo stesso anno Mark si ritrova attore in un film, Dim Sum: A Little Bit of Heart (alla fine delle riprese, però, le sue scene verranno tagliate). Dopo qualche apparizione in film minori come Angel Town (1990) o L'oro dei Blake (Dead on the Money, 1991), il successo arriva con Solo la forza (Only the Strong, 1993), dove interpreta un insegnante di capoeira che tenta di insegnare questo stile a dei ragazzi sbandati per salvarli dalla vita di strada. Lo stesso anno viene preso in considerazione (ma poi scartato) per la parte di Bruce Lee nel film briografico Dragon - la storia di Bruce Lee.
Seguono altri B-movie come Guerriero senza tempo (American Samurai, 1993) e Double Dragon (1994), quest'ultimo tratto dal famoso videogioco omonimo. Nel 1995 interpreta Matt Reeves, l'amico di David Sloane in Kickboxer 5, quinto e ultimo episodio della saga iniziata da Jean-Claude Van Damme.
Il successo e la notorietà cinematografica gli arrivano nel 1995 con Crying Freeman di Christophe Gans, trasposizione del famoso manga omonimo. Ma mentre aumenta la sua fama, diminuisce la sua marzialità sullo schermo. Infatti in Crying Freeman Mark riduce al minimo la sua prestanza atletica, lasciando così trapelare anche la sua bravura recitativa.
Infatti nei film seguenti, come Incubo mortale (Deadly Past, 1995) o DNA (1997), Mark si impegna esclusivamente come attore, lasciando da parte la sua eccezionale prestanza atletica o la sua marzialità.
L'unica eccezione arriva con Drive (1997), di Steve Wang, film che nasce esclusivamente come film di arti marziali, e in cui Mark mostra il meglio delle sue capacità, come a voler dimostrare di essere sì un bravo attore, ma anche un ottimo artista marziale. Una curiosità è data dal fatto che nel film, quando al personaggio di Mark viene chiesto come si chiami, per nascondere la propria identità lui risponde "Sammo Hung", per omaggiare il grande regista e attore di Hong Kong. Il quale, come a volerlo ringraziare, lo chiama l'anno successivo a partecipare ad un episodio della serie Più forte ragazzi (Martial Law), da lui ideata e interpretata.

### Il corvo
Il 1998 è l'anno che vede Mark nei panni di Eric Draven, il protagonista del film Il corvo - The Crow (1994), interpretato dal defunto Brandon Lee. Visto infatti il successo di questo film, nasce una serie televisiva con Mark da protagonista, intitolato semplicemente Il corvo (The Crow: Stairway to Heaven. Ne viene girata solo una stagione, per un totale di 22 episodi.

### Anni 2000
Mentre Mark negli anni successivi sembra specializzarsi in B-movie d'azione (ma non di arti marziali), come Codice criminale (No Code of Conduct, 1998) o La base (The Base, 1999), un'altra eccezione arriva nel 2001, quando Christophe Gans, il regista di Crying Freeman, lo rivuole per un suo film, Il patto dei lupi (Le Pacte des loups). Il film è prima un grande successo europeo, poi internazionale, e anche se Mark non ha spazio come attore, può però mostrare la sua bravura atletica e marziale, dando corpo a dei combattimenti a cui ormai i suoi fan non erano più abituati.
Un'altra occasione "marziale" arriva nel 2003 da Andrzej Bartkowiak, che lo chiama per il suo Amici x la morte (Cradle 2 the Grave), dove interpreta il suo primo ruolo da cattivo. Il film però vede la presenza in ruoli da protagonisti di Jet Li e DMX, due grandi personaggi, in generi differenti, che rubano la scena a Mark, il quale non ha modo di farsi apprezzare nel film.
Nel 2010 viene ingaggiato dalla CBS per interpretare il cattivo per eccellenza, Wo Fat, nel remake di Hawaii Five-0
Dal 2013 prende parte alla seconda stagione della web serie di Mortal Kombat: Legacy, nel ruolo di Kung Lao.

## Vita privata
Nel 1998 sposa Julie Condra, con cui aveva recitato insieme nel film Crying Freeman (1995). Con lei ha avuto un figlio, Makoalani Charles Dacascos, nato il 31 dicembre 2000 ad Oahu nelle Hawaii.
Successivamente hanno avuto un altro figlio ed una figlia.

## Tornei vinti
- Long Beach Internationals (Pee Wee) - 1973
- Long Beach Internationals, forme (Brown Belt Division) - 1980
- Hamburg Karate Championships (Junior) - 1980
- Hamburg Karate Championships (Junior Division) - 1982
- Italian Kung Fu and Karate Championships, pesi leggeri (Brown Belt Division) - 1982
- European Kung Fu and Karate Championships, pesi leggeri (Brown Belt Division) - 1982

## Filmografia

### Cinema
- Ninja Academy, regia di Nico Mastorakis (1989) - non accreditato
- Angel Town, regia di Eric Karson (1990)
- Guerriero senza tempo (American Samurai), regia di Sam Firstenberg (1992)
- Solo la forza (Only the Strong), regia di Sheldon Lettich (1993)
- Roosters, regia di Robert M. Young (1993)
- Double Dragon (Double Dragon), regia di James Yukich (1994)
- Kickboxer 5 (The Redemption: Kickboxer 5), regia di Kristine Peterson (1995)
- Incubo mortale (Deadly Past), regia di Tibor Takács (1995)
- Crying Freeman, regia di Christophe Gans (1995)
- Sabotage, regia di Tibor Takács (1996)
- L'isola perduta (The Island of Dr. Moreau), regia di John Frankenheimer (1996)
- DNA. Una storia che non deve accadere (DNA), regia di William Mesa (1996)
- Drive, regia di Steve Wang (1997)
- Deathline, regia di Tibor Takács (1997)
- Boogie Boy, regia di Craig Hamann (1998)
- Sanctuary, regia di Tibor Takács (1998)
- Codice criminale (No Code of Conduct), regia di Bret Michaels (1998)
- La base - The base (The Base), regia di Mark L. Lester (1999)
- China Strike Force (Lei ting zhan jing), regia di Stanley Tong (2000)
- Il patto dei lupi (Le pacte des loups), regia di Christophe Gans (2001)
- Instinct to Kill, regia di Gustavo Graef Marino (2001)
- Distruggete Los Angeles! (Scorcher), regia di John Seale (2002)
- Amici x la morte (Cradle 2 the Grave), regia di Andrzej Bartkowiak (2003)
- Junior Pilot, regia di James Becket (2005)
- Nomad - The Warrior (Nomad), regia di Sergej Vladimirovič Bodrov e Ivan Passer (2005)
- Caccia ad aquila 1 (The Hunt for Eagle One), regia di Brian Clyde (2006)
- Only the Brave, regia di Lane Nishikawa (2006)
- Caccia ad Aquila 1 - Punto di collisione (The Hunt for Eagle One: Crash Point), regia di Henry Crum (2006)
- Nome in codice: Cleaner (Code Name: The Cleaner), regia di Les Mayfield (2007)
- Alien Hunt - Attacco alla Terra (Alien Agent), regia di Jesse V. Johnson (2007)
- I Am Omega, regia di Griff Furst (2007)
- Gideon Falls, regia di Judi McCreary - cortometraggio (2008)
- Serbian Scars, regia di Brent Huff (2009)
- Shadows in Paradise, regia di J. Stephen Maunder (2010)
- Sultanin Sirri, regia di Hakan Sahin (2010)
- The Lost Medallion: The Adventures of Billy Stone, regia di Bill Muir (2013)
- To Have and to Hold, regia di Ray Bengston (2014)
- The Extendables, regia di Brian Thompson (2014)
- Missione suicida (Operation Rogue), regia di Brian Clyde (2014)
- Showdown in Manila, regia di Mark Dacascos (2016)
- Beyond the Game, regia di Erken Ialgashev (2016)
- Ultimate Justice, regia di Martin Christopher Bode (2017)
- Maximum Impact, regia di Andrzej Bartkowiak (2017)
- John Wick 3 - Parabellum (John Wick: Chapter 3 - Parabellum), regia di Chad Stahelski (2019)
- Lucky Day, regia di Roger Avary (2019)
- The Driver, regia di Wit Kaosainan (2019)
- Una notte a Bangkok (One Night in Bangkok), regia di Wit Kaosainan (2020)
- Assault on VA-33, regia di Christopher Ray (2021)
- Run & gun (The Ray), regia di Christopher Borrelli (2022)
- Blade of the 47 Ronin, regia di Ron Yuan (2022)
- I Cavalieri dello zodiaco (Knights of the Zodiac), regia di Tomasz Baginski (2023)

### Televisione
- Doogie Howser (Doogie Howser, M.D.) – serie TV, episodio 1x25 (1990)
- Flash (The Flash) – serie TV, episodio 1x06 (1990)
- Dragnet – serie TV, episodio 1x25 (1990)
- L'oro dei Blake (Dead On the Money), regia di Mark Cullingham – film TV (1991)
- Dragstrip Girl, regia di Mary Lambert – film TV (1994)
- I racconti della cripta (Tales from the Crypt) – serie TV, episodio 6x07 (1994)
- Hawaii missione speciale (One West Waikiki) – serie TV, episodio 2x07 (1996)
- Il corvo (The Crow: Stairway to Heaven) – serie TV, 22 episodi (1998-1999)
- Più forte ragazzi (Martial Law) – serie TV, episodio 2x05 (1999)
- CSI - Scena del crimine (CSI: Crime Scene Investigation) – serie TV, episodio 2x17 (2002)
- Solar Attack (Solar Strike), regia di Paul Ziller – film TV (2006)
- Stargate Atlantis – serie TV, episodi 4x03-5x03 (2007-2008)
- La leggenda di Bruce Lee (Li Xiao Long chuan qi) – serie TV, 50 episodi (2008)
- The Middleman – serie TV, episodio 1x03 (2008)
- Wolvesbayne, regia di Griff Furst – film TV (2009)
- Kamen Rider: Dragon Knight – serie TV, 9 episodi (2009-2010)
- Chicago P.D. – serie TV, episodio 1x08 (2014)
- Delo Batagami – serie TV (2014)
- Agents of S.H.I.E.L.D. – serie TV, 11 episodi (2015-2016) - Mr. Giyera
- Lucifer – serie TV, episodio 2x05 (2016)
- The Way – serie TV (2017)
- The Perfect Bride, regia di Martin Wood e Alex Wright – miniserie TV (2017-2019)
- Wu Assassins – serie TV, 5 episodi (2019)
- Hawaii Five-0 – serie TV, 17 episodi (2010-2020)
- Warrior – serie TV, 7 episodi (2023)

## Doppiatori italiani
Nelle versioni in italiano delle opere in cui ha recitato, Mark Dacascos è stato doppiato da:
- Fabio Boccanera in Double Dragon, Sabotage
- Francesco Bulckaen ne Il corvo[1], Agents of S.H.I.E.L.D.,Solo la forza
- Vittorio Guerrieri in Crying Freeman
- Claudio Moneta in Drive - Prendetelo vivo
- Alessio Cigliano in DNA - Una storia che non deve accadere
- Riccardo Niseem Onorato ne Il patto dei lupi
- Massimo Rossi in Distruggete Los Angeles!
- Francesco Prando in Amici x la morte
- Sergio Lucchetti in Nome in codice: Cleaner
- Enrico Pallini in Hawaii Five-0
- Taiyo Yamanouchi in John Wick 3 - Parabellum
- Osmar Santucho in Nomad - il guerriero

- Carlo Scipioni in Lucifer[2]
- Christian Iansante in Warrior